# Заречное (Новониколаевский район)
Заречное (укр. Зарічне) — село,
Терноватский поселковый совет,
Новониколаевский район,
Запорожская область,
Украина.
Код КОАТУУ — 2323655501. Население по переписи 2001 года составляло 14 человек.

## Географическое положение
Село Заречное находится на левом берегу реки Гайчур,
ниже по течению на расстоянии в 0,5 км расположено село Песчаное (Покровский район),
на противоположном берегу — село Нечаевка (Покровский район).
Река в этом месте извилистая, образует лиманы, старицы и заболоченные озёра.